# Зеленодольське водосховище
Зеленодо́льське водосхо́вище — водосховище розташоване в південно-східній частині Криворізького району. Площа водного дзеркала становить 1576,0 га, а проектна місткість — 74,4 млн м³. Гребля на всьому протязі 13,6 км облицьована з/б плитами, північна частина на протяжності 4 км кам'яне бутове накидання.
Основним призначенням водосховища є охолоджування Криворізької ДРЕС-2. Вздовж 1 км упорядковані пляжі і паркова зона, які створені для культурного відпочинку жителів м. Зеленодольська.